# داريل كارتر
داريل كارتر (28 أكتوبر 1967 - ) (بالإنجليزية: Darrell Carter)‏ هو لاعب كريكت بريطاني.